# Bruno Heller (Drehbuchautor)

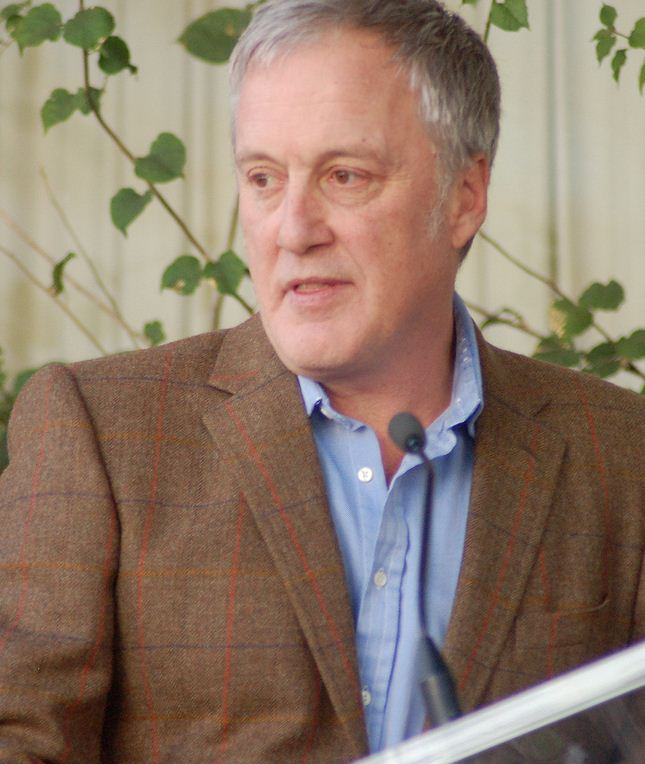
Bruno Heller 2013 bei seiner Verleihung des Sterns auf dem Hollywood Walk of Fame

Bruno Heller (* 1960) ist ein englischer Drehbuchautor. Seine bekanntesten Arbeiten sind die Fernsehserien Rom und The Mentalist.

## Leben und Karriere
Heller wurde in London geboren und wuchs dort mit drei Geschwistern, darunter Zoë Heller, auf. Seine Eltern sind Lukas Heller und Caroline Carter. Heller absolvierte die University of Sussex in Brighton und arbeitete einige Jahre in verschiedenen Filmjobs, bis er schließlich Tonassistent wurde.
Sein Drehbuch-Debüt hatte er mit dem portugiesischen Film PAX aus dem Jahr 1994. Heller ging 1997 nach Los Angeles und begann dann die Arbeit an zwei Fernsehprojekten für die Senderkette von USA Network – Touching Evil und The Huntress. Anschließend war er als Mitschaffender an der Fernsehserie Rom des Fernsehsenders HBO beteiligt. Von 2008 bis 2015 arbeitete Heller an der von ihm geschaffenen Serie The Mentalist des Fernsehsenders CBS. 2014 entwickelte er die Fox-Krimiserie Gotham, die im Batman-Universum angesiedelt ist und von den Anfängen des James Gordon beim Gotham City Police Department und dem Werdegang späterer Batman-Gegenspieler wie auch des jungen Bruce Wayne handelt.
1993 heiratete Heller Miranda Phillips Cowley, die ehemalige Vizepräsidentin des Kabelsenders HBO. Zusammen haben sie zwei Söhne und wohnen in Los Angeles.